# 普拉佐
普拉佐（義大利語：Prazzo），是意大利库内奥省的一个市镇。总面积51平方公里，人口185人，人口密度3.6人/平方公里（2009年）。ISTAT代码为004174。